# Marleen Gorris

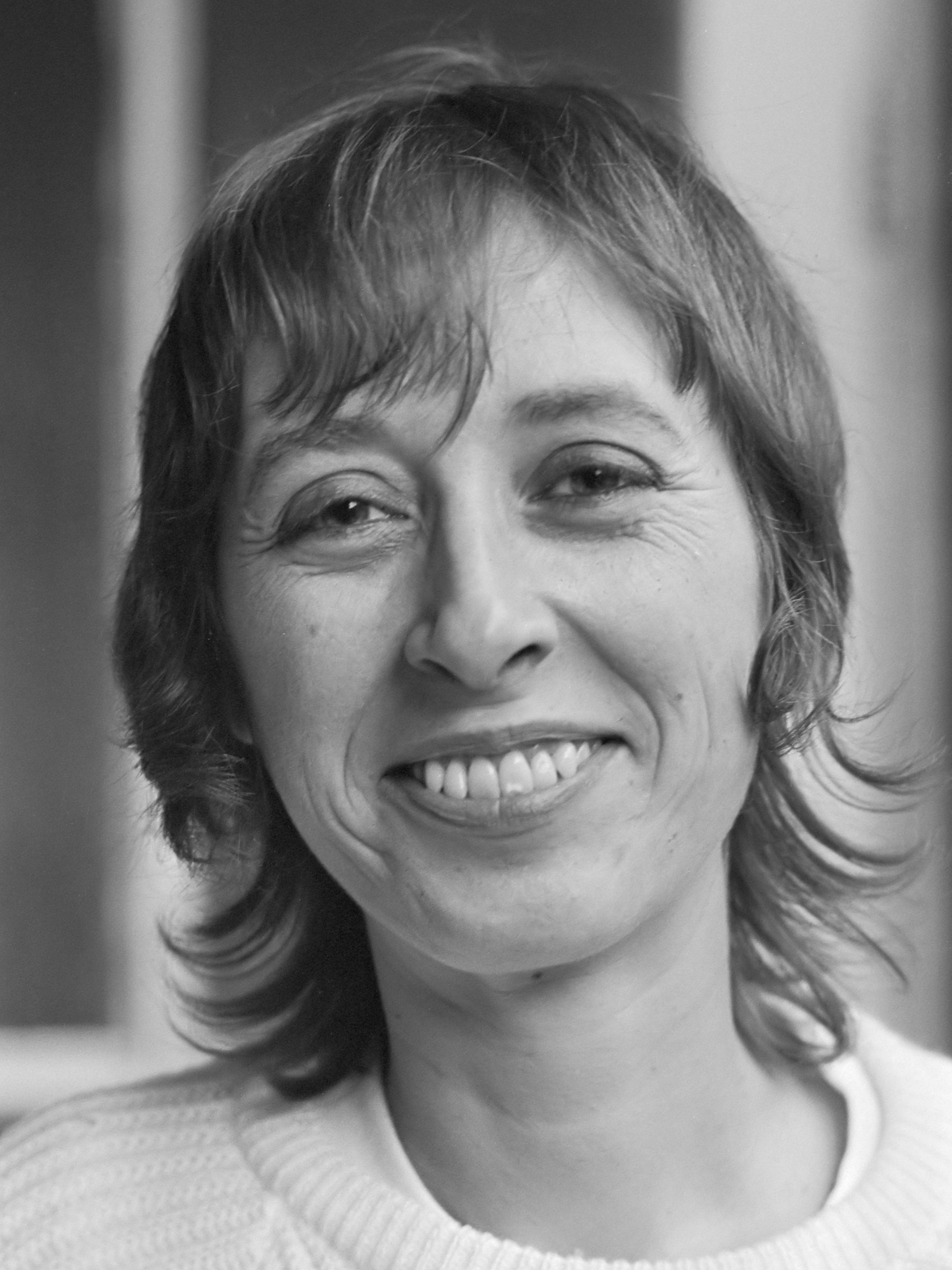
Marleen Gorris (1982)

Marleen Gorris (* 9. Dezember 1948 in Roermond) ist eine niederländische Drehbuchautorin und Filmregisseurin.

## Leben
Gorris studierte Anglistik und Theaterwissenschaft an den Universitäten in Groningen, Amsterdam und erwarb ihren Magister artium in Birmingham. Gleich mit ihrem Debütfilm Die Stille um Christine M. schaffte sie 1982 den Durchbruch in ihrem Heimatland. Der Film wurde in den Niederlanden zum besten Film des Jahres gewählt. Marleen Gorris hatte das Drehbuch zu dem Film geschrieben und wollte ursprünglich, dass die belgische Filmemacherin Chantal Akerman das Buch verfilmt. Nach dem Erfolg als Regisseurin blieb sie dem neuen Beruf jedoch treu und verfilmte weiterhin ihre eigenen Drehbücher. Für das dänische Fernsehen realisierte sie 1992 die fünfteilige Serie "Tales from the Street" (jeweils 30 Minuten).
Ihren größten Erfolg erlebte sie 1996, als ihr Film Antonias Welt mit dem Oscar in der Kategorie Bester fremdsprachiger Film ausgezeichnet wurde. Es war zugleich der erste Sieg einer Frau in dieser Kategorie. Antonias Welt mit Willeke van Ammelrooy in der Hauptrolle war der endgültige internationale Durchbruch für die holländische Filmemacherin, die daraufhin das Angebot erhielt den Roman Mrs. Dalloway von Virginia Woolf zu verfilmen. Das Drehbuch schrieb diesmal die Britin Eileen Atkins und die Hauptrolle wurde mit Vanessa Redgrave besetzt. Gorris führte im Juni 1998 Regie bei dem Frauenwestern Come west with me nach dem Drehbuch von Craig Bolotin nach dem Theaterstück Abundance von Beth Henley. 2000 setzte sie das Historiendrama Lushins Verteidigung nach der Vorlage von Vladimir Nabokov in Szene mit John Turturro und Emily Watson in den Hauptrollen.
Im Februar 2006 war Marleen Gorris bei der Berlinale 2006 Jurymitglied.

## Werk

### Filmografie (Auswahl)
- 1982: Die Stille um Christine M. (De Stilte rond Christine M.)
- 1984: Die gekaufte Frau (Gebroken spiegels)
- 1990: Die letzte Insel (The Last Island)
- 1995: Antonias Welt (Antonia)
- 1997: Mrs. Dalloway
- 2000: Lushins Verteidigung (The Luzhin Defence)
- 2003: Carolina – Auf der Suche nach Mr. Perfect
- 2009: Mitten im Sturm

### Fernsehserien
- 1993: Verhalen van de straat (Stories of the Street)
- 2007: Eine Episode von The L Word
- 2011: Rembrandt en ik (Rembrandt and Me)

### Eigene Veröffentlichungen
- 1990: Die letzte Insel (The Last Island)
- 1995: Antonias Welt

## Auszeichnungen (Auswahl)
- 1982: Goldenes Kalb für Die Stille um Christine M. (Bester Spielfilm)
- 1982: Grand Prix des Frauenfilmfestivals von Créteil für Die Stille um Christine M.
- 1985: Publikumspreis des Niederländischen Filmfestivals für Die gekaufte Frau
- 1985: Publikumspreis des San Francisco International Lesbian & Gay Film Festival für Die gekaufte Frau
- 1995: Goldenes Kalb für Antonias Welt (Beste Spielfilmregie)
- 1995: Publikumspreis des Toronto International Film Festival für Antonias Welt
- 1995: Drehbuch- und Publikumspreis des Chicago International Film Festival für Antonias Welt

Darüber hinaus gewann Gorris’ Regiearbeit Antonias Welt 1996 als niederländischer Beitrag den Oscar in der Kategorie Bester fremdsprachiger Film.